# Luis Delacámara
Delacámara, Luis, (Madrid,7 de febrero de 1942 - Ávila, 1 de enero de 2006) fue un pintor figurativo español.

## Biografía
Luis Delacámara, nace en Madrid, el 7 de febrero de 1942. Pintor en esencia autodidacta. Abandona los estudios a temprana edad y después de un breve periodo en la Escuela de Artes y Oficios de Madrid, ingresa finalmente en 1959 en el Departamento de Arte de la productora Samuel Bronston, donde colabora en todas las películas realizadas en España. Posteriormente también participaría en la realización de Campanadas a medianoche, de Orson Welles. 1963.
En 1964, realiza su primera exposición individual en la Galería Quixote de Madrid.
Entre tanto, participaría en diversos certámenes de pintura en España y en el extranjero, tales como el Premio Francisco Alcántara, Biennale de L'union Bayonnaise, Premio Abril, Premio Nacional de Valdepeñas, Premio Nacional de Bellas Artes, etc., así como en numerosas exposiciones colectivas, tanto a nivel nacional como internacional, entre las que cabe destacar: 1967 participa en la Bienal de París y también en la Bienal de Alejandría. 1980 participa en la  Bienal de Venecia. Sala individual, Pabellón de España. 1982 Obtiene la Mención Especial del Jurado en la XIV celebración del Festival Internacional de Cagnes-Sur-Mer. 1983 Gana el Primer Gran Premio en la VI edición de la Bienal Internacional de Arte de Valparaíso, Chile.
En 1983 obtiene la Beca del Ministerio de Cultura para la investigación de nuevas formas expresivas.
En 1987 realiza un mural para la terminal de autobuses, en la Plaza de Colón de Madrid.

### Exposiciones Personales
1964. Galería Quixote, Madrid.

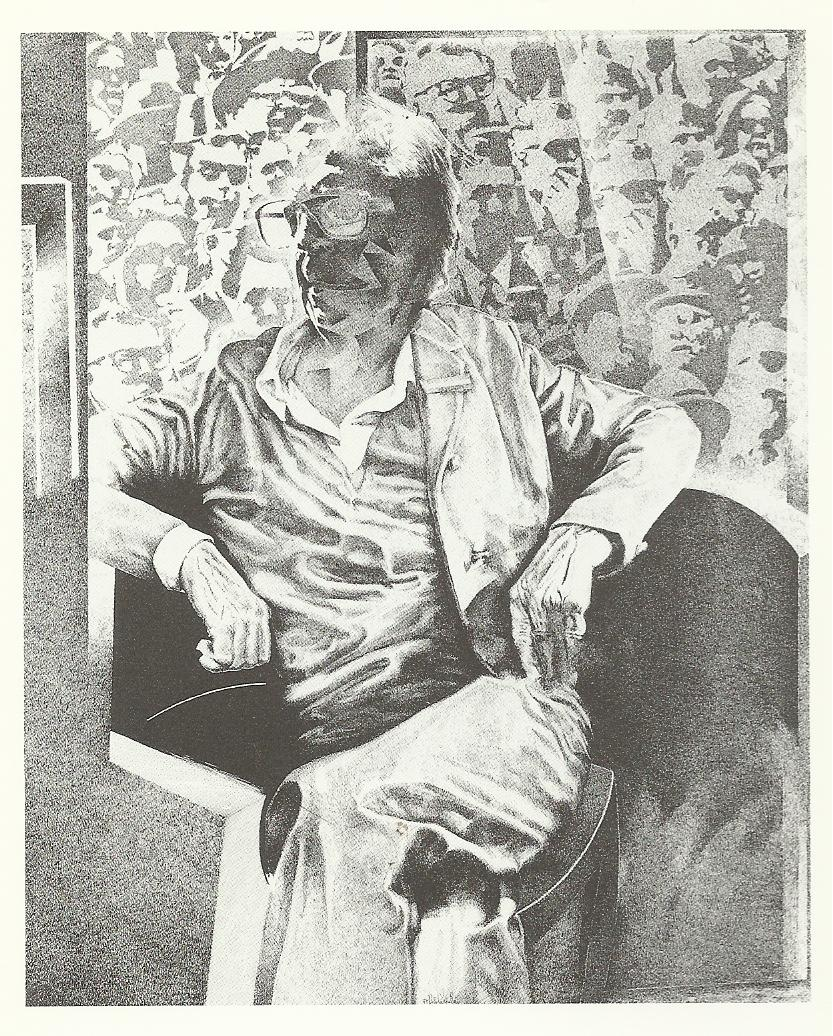
Serie The Leader-4, 1979. T.china/Papel/Madera, 130 x 105 cm.

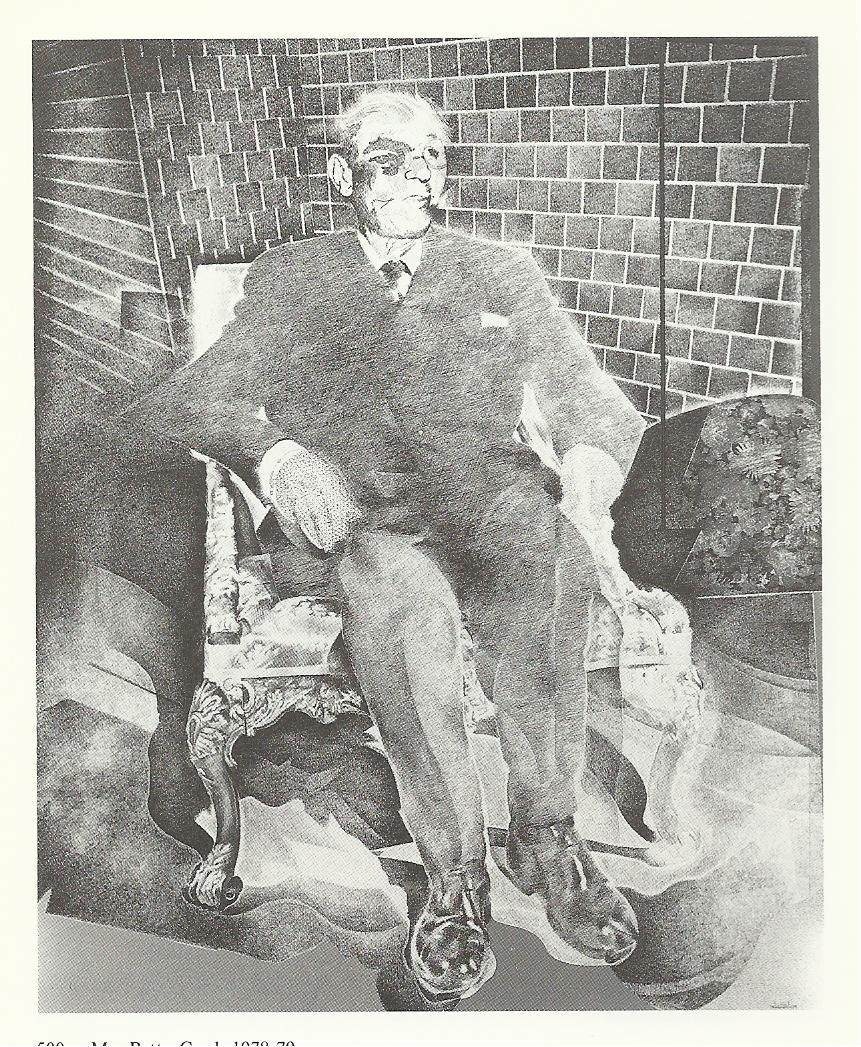
Mr Petty Gaul, 1978-79

1965. Galería Arteluz, Madrid; La Casa del siglo XV, Segovia.
1967. Sala Rovira, Barcelona; Galería Quixote, Madrid.
1968. Caja de Ahorros de Salamanca, Valladolid.
1969. Galería Da Vinci, Madrid.
1970. Punente Cultural, Madrid; La Casa del siglo XV, Segovia.
1971. Galería Egam, Madrid.
1974. Casa de España, Tokio; Galería Fauna's, Madrid; Galería Macarrón, Madrid.
1975. Galería Arthogar, Bilbao.
1976. La Casa del siglo XV, Segovia; Galería Macarrón, Madrid.
1979. Galería Macarrón, Madrid.
1980. Sala individual, Pabellón de España, Biennale di Venezia.
1981. Galería Navedo, Santander; Galería Legio, León.
1982. Galería Macarrón, Madrid.
1983. Galería Thais, Lorca.
1985. Galería Macarrón, Madrid; Galería Fauna's, Madrid; Galería El Coleccionista, Madrid.
1986. Feria Internacional Arco 86, Galería Macarrón, Madrid.
1987. Galería Siena, Burgos.
1988. Galería Macarrón, Madrid.
1989. Centro Cultural de las Rozas, Madrid.
1990. La Casa del siglo XV, Segovia; Galería Macarrón, Madrid.
1991. Art Museum of the Americas, Washington D. C., Retrospectiva.
1992. Caja de Ahorros de Salamanca, Palencia, Zamora, Valladolid, Soria, y Ávila.
1993. Galería Macarrón, Madrid.

## Bibliografía

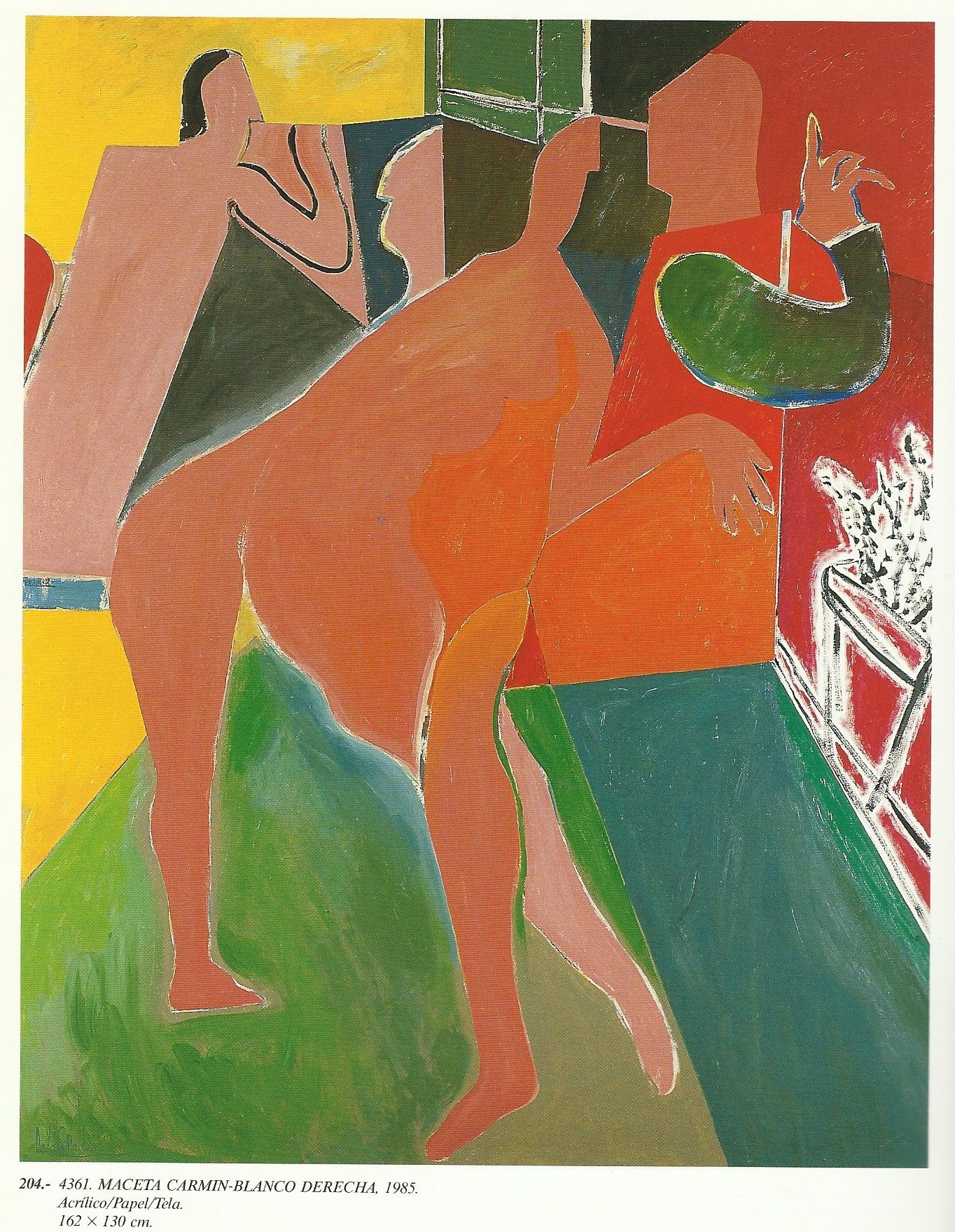
MACETA CARMÍN-BLANCO DERECHA, 1985.Acrílico/Papel/Tela. 162 X 130 cm.